# Flunkyball
Flunkyball, poznat i kao bierball, je pijaća igra u kojoj se natječu dva tima.

## Pravila igre
Dva tima postavljaju se u red, jedan nasuprot drugome, na udaljenosti od otprilike 10 metara. Broj igrača po timu nije fiksan, ali najčešće ima između troje i osmero igrača po timu. Svaki igrač ima pred sobom bocu ili limenku piva, postavljenu na tlo i otvorenu. U sredini terena, između dva tima, nalazi se meta koja se obično sastoji od plastične boce napunjene tekućinom između četvrtine i polovine njezinog kapaciteta. Igrači moraju baciti loptu kako bi pogodili ovu bocu i srušili je.
Tim koji ima loptu ima jedan pokušaj za pogoditi metu. Ako uspije srušiti metu, tim koji je izveo bacanje može početi piti pivo – što više i što brže može. Protivnički tim mora vratiti metu u uspravni položaj i odnijeti loptu iza svoje linije. Čim protivnički tim obnovi igralište, glasno viče 'Stop!', nakon čega tim koji je bacio mora odmah prestati piti. Kad su oba tima ponovno spremna, drugi tim može izvesti svoje bacanje. U trenutku kada jedan tim popije svo pivo, taj tim pobjeđuje u partiji.

## Kazne
Mogu se nametnuti kazne poput kada igrač počne piti prije vremena nastavi piti nakon vike Stop! ili povraća. Također se kažnjava prolijevanje piva kao kad se boca prelije od pjene ili se prevrne. Moguće kazne uključuju kazneno pivo za prekršitelja, gubitak bacanja ili gutljaj u korist protivničkog tima. Što se smatra prekršajem i način kažnjavanja razlikuje se ovisno o mjestu.

## Inačice
Pravila flunkyballa razlikuju se od mjesta do mjesta i često se određuju tek na početku runde, pa čak i tijekom igre. Udaljenosti između igrača i mete su promjenjive. U nekim slučajevima, dovoljno je postaviti metu uspravno i viknuti Stop!, bez potrebe da se lopta vrati iza timske linije. Umjesto lopte, može se koristiti plastična boca ili čak luk kao predmet za bacanje. Umjesto piva, igra se može igrati i bezalkoholnim pićima poput sokova ili vode. Količina pića koja se mora popiti također varira, iako su najčešće boce od 0,5 do 1,5 litara.

## Difuzija
Flunkyball se obično igra ljeti na otvorenim zelenim površinama poput parkova i vrtova. Česta je pojava i na glazbenim festivalima. Posebno je popularan među njemačkim studentskim zajednicama i studentima. Primjerice, Tehnološki Institut u Karlsruheu organizira godišnje prvenstvo u flunkyballu.
Najveće njemačko natjecanje u flunkyballu održava se svakog svibnja u Elmshornu. Zanimljivost je da je izraz flunkyball uobičajen u njemačkom govornom području, dok je u engleskom jezičnom prostoru praktički nepoznat.
Trenutni svjetski rekord u najmasovnijoj igri flunkyballa postignut je 31. svibnja 2024. u Leipzigu, gdje je 1323 igrača istovremeno sudjelovalo u rundi ove igre, koja je u tom gradu poznata i pod nazivom bierball.

## Podrijetlo i povijest
Prve utakmice flunkyballa održavale su se početkom 2000-ih i igrale su se s limenkama piva u sredini, koje je trebalo srušiti. U ranim verzijama igralo se s tzv. puckom (zgnječena limenka piva u obliku hokejaškog diska), loptom ili štapom. Uvođenjem jedinstvene obveze depozita za limenke piva u Njemačkoj 1. svibnja 2006., inačica s puckom postajala je sve rjeđa. 
Prvo svjetsko prvenstvo održano je 2005. u Darmstadtu, gdje je tim iz Dillenburga odnio pobjedu.

## Odjek
U spotu njemačkog sastava Kraftklub iz Chemnitza prikazana je partija flunkyballa. Flunkyball je ujedno i naslov igranog filma Alexandera Adolpha iz 2023. godine, no igra se pojavljuje samo u jednoj simbolički nabijenoj sceni.

## Vanjske poveznice
- Flunkyball na Spielwikiju.